# Heterohelicoidea
Heterohelicoidea, previamente denominada Heterohelicacea, es una superfamilia de foraminíferos planctónicos del suborden Globigerinina y del orden Globigerinida. Su rango cronoestratigráfico abarca desde el Aptiense (Cretácico inferior) hasta la Actualidad.

## Discusión
Clasificaciones posteriores han incluido Heretohelicoidea en el orden Heterohelicida.

## Clasificación
Heterohelicoidea incluye a las siguientes familias y subfamilias:
- Familia Chiloguembelinidae
- Familia Guembelitriidae
- Familia Heterohelicidae
  - Subfamilia Gublerininae
  - Subfamilia Heterohelicinae
  - Subfamilia Pseudoguembelininae